# Hervormde kerk (Megchelen)
De Hervormde kerk, ook wel de Protestantse kapel, is een protestantse kerk in de Nederlandse plaats Megchelen. De witgepleisterde zaalkerk werd in 1411 al genoemd en zou toen als kapel zijn gebouwd. De kerktoren met kleine spits is in 1776 aan het gebouw toegevoegd. Tot 1862 is de kerk ook als school gebruikt. De kerkklok is in 1787 gegoten door Johannes Voigt en in de kerk is een orgel aanwezig uit 1870 van de firma Eckert.
De kerk is in 1967 aangewezen als rijksmonument.

## Galerij

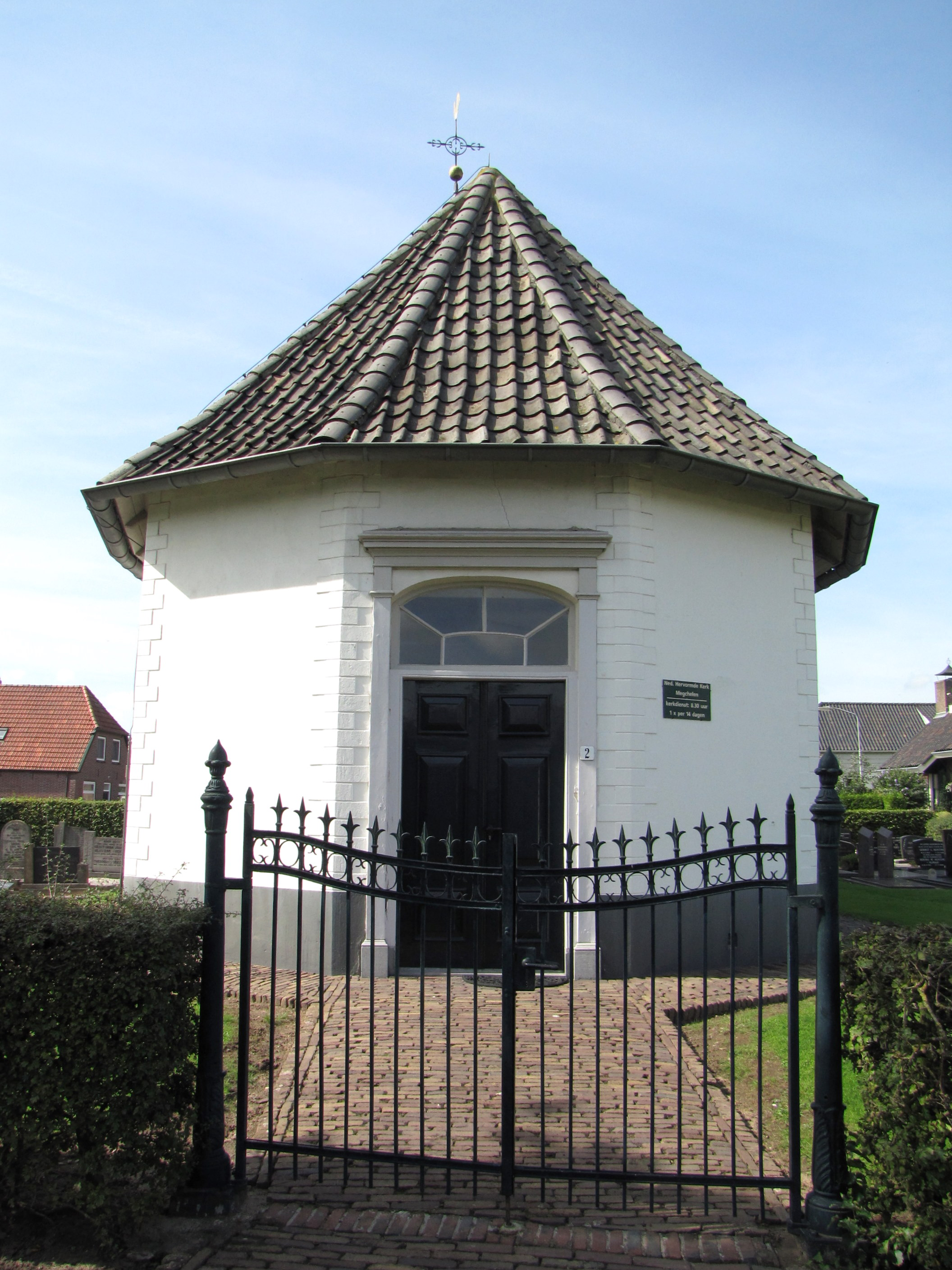
Achterzijde
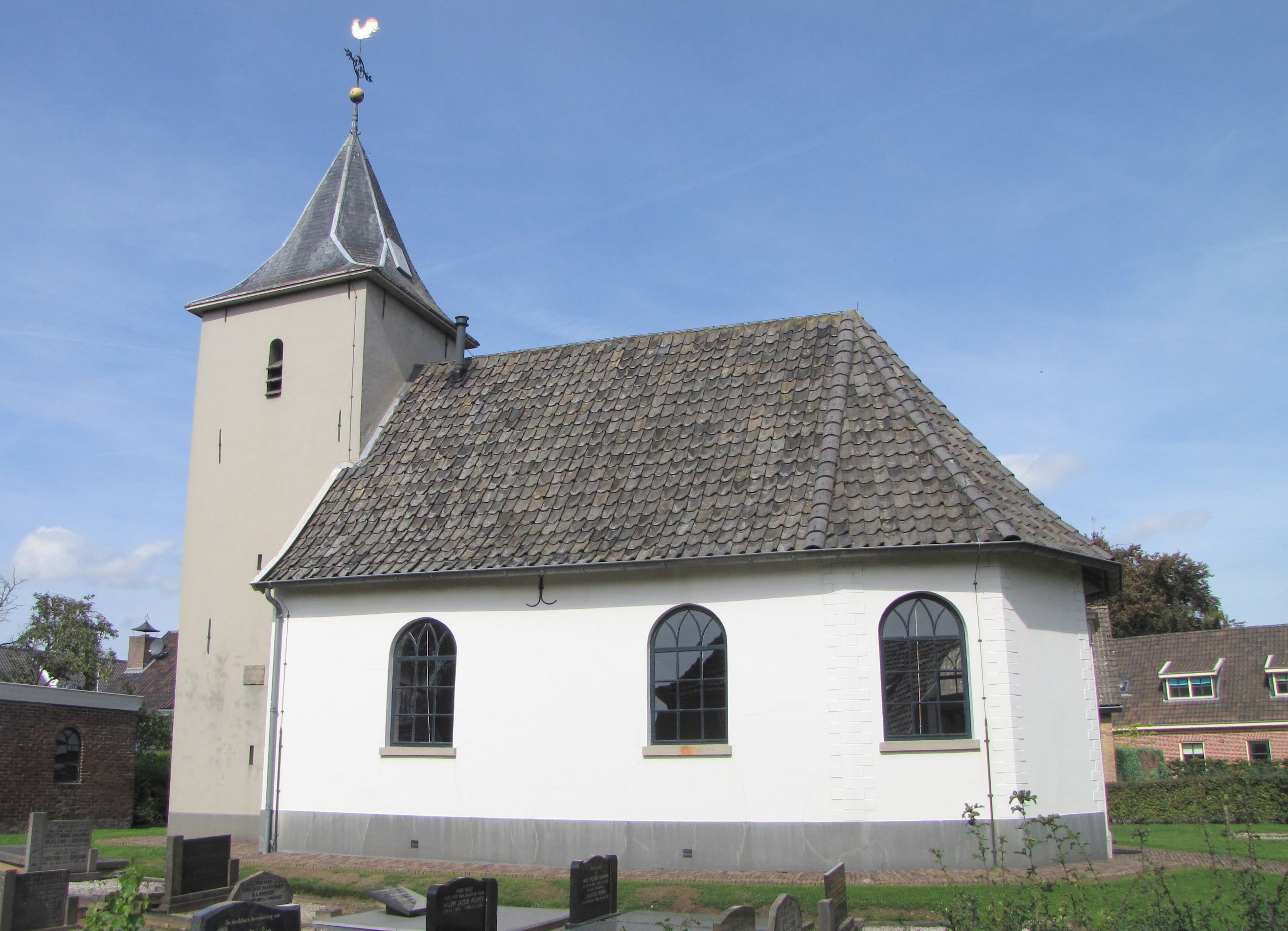
Zijaanzicht